# Rubens Joseph
Rubens Joseph (ur. 12 października 1968) – haitański judoka. Olimpijczyk z Barcelony 1992, gdzie zajął 22. miejsce w wadze lekkiej.
Uczestnik mistrzostw świata w 1993 roku.

## Letnie Igrzyska Olimpijskie 1992
| Konkurencja | Eliminacje            | Klas. końcowa |
| Konkurencja | Przeciwnik I          | Miejsce       |
| ----------- | --------------------- | ------------- |
| 71 kg       | Massimo Sulli (ITA) P | 22.           |